# Одеський 10-й уланський полк
10-й уланський Одеський полк — кавалерійський полк Російської імператорської армії.
Старшинство — 5 червня 1812 року. Полкове свято — 9 травня, перенесення мощів Свтого Миколая Чудотворця.

## Історія полку
- 5 червня 1812 року в зв'язку з початком французько-російської війни 1812 року був сформований 3-й Український козацький полк. Формування полку проводив князь Оболенський із селян та різночинців Київської та Подільської губерній. Відразу після формування полк приступив до партизанської війни.

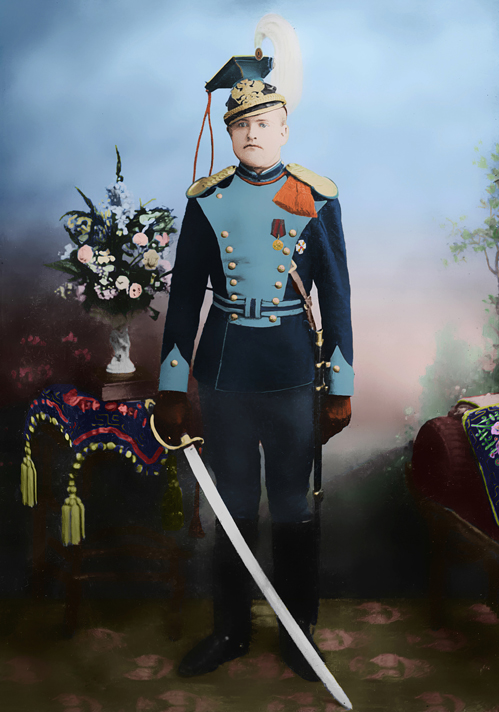
Рядовий 10-го Уланського Одеського полку, 1913 рік.

- Після вигнання французів з меж Російської імперії полк увійшов до корпусу генерала Фердінанда Вінцингероде та 1 лютого 1813 року в битві при Каліші його військові захопили 2 французьких батальйони з 2 гарматами та прапором. Потім полк брав участь у битвах при Вейсенфельсі, Лютцені, Бішофсверді, Бауцені, Рейхенбаху, Кацбаху та під Лейпцигом, де «з відвертою мужністю і безстрашністю вдарив на ворожу батарею і, опанувавши її, відбив 6 гармат».
- У 1814 році брав участь у блокаді Майнца та взяття Парижа.
- За доблесні дії під час походів війни шостої коаліції 1813—1814 року полк був переформований з козацького полку в уланський полк і названий 3-м Українським уланським полком.
- 30 серпня 1814 року полку були надані 20 Срібних труб.
- 8 жовтня 1817 року з половини полку, шляхом доукомплектування полку козаками Бузького козацького війська, було сформовано 2-й Бузький уланський полк. Інша половина полку увійшла до складу 1-го Бузького Уланського полку (потім 9-й уланський Бузький полк).
- У 1828—1829 роках полк брав участь у російсько-турецькій війні: перехід через річку. Прут; облога та взяття Тульчина; бої під Базарджиком; сутичка поблизу Варни, блокування Варни; бій при Куртепі; взяття Варни, бій при Мараші, та Шумлі.
- З 25 червня 1830 року в полку нова назва — Одеський Уланський полк.
- У 1831 році одесити (так називали полк) брали участь у битві з поляками поблизу Дашева під час придушення польського повстання.
- З 27 грудня 1843 — Уланський Його Світлості Герцога Нассауського полк.
- За військові дії 1849 року в Трансильванії (атака Ротентурмської ущелини; взяття Толмата; битва при Сегесварі, біля Мюленбаха) полк був нагороджений Георгіївським полковим штандартом з написом «За відзнаку при упокоренні заколоту в 1849 році».
- З 19 березня 1857 року Одеський Уланський полк отримав назву — Одеський Уланський Його Високості Герцога Нассауського полк.
- З 6 грудня 1907 року полк став називатися — 10-й Уланський Одеський Його Високості Великого Герцога Люксембурзького і Нассауського полк.
- 5 червня 1912 року, в день 100-річного ювілею, полку був вручений Георгіївський штандарт з Александрівською ювілейною стрічкою. У грудні цього року полк став називатися 10-й уланський Одеський полк.
- Під час Першої світової війни полк брав участь у стабілізації Румунського фронту. Лютневу революцію 1917 року офіцери та солдати полку сприйняли досить негативно. Разом із корпусом графа Федора Келлера полк навіть збирався вирушити до Петрограда для наведення порядку.
- 16 квітня 1920 року — ескадрон полку увійшов до складу 1-го кавалерійського полку Російської армії Петра Врангеля і бився в ній, аж до евакуації білих військ із Криму.

## Дислокація
- 1817 — близько 1860 — Херсонська губернія — Федорівка (з 1832 року — перейменована на Нову-Одесу) і села навколо;
- 1861—1862 — Херсонська губернія — Новоархангельськ;
- 1865—1869 — Харківська губернія — Богодухів;
- 1869—1876 — Харківська губернія — Лебедин (нині — Сумська область);
- 1878—1914 — Харківська губернія — Охтирка (нині — Сумська область);

## Шефи
- З 27 грудня 1843 по 19 листопада 1905 року — герцог Люксембурзький та Нассауський Адольф;
- З 19 листопада 1905 по 20 лютого 1912 року — великий герцог Люксембурзький та Нассауський Вільгельм-Александер.

## Командири
- 17.08.1817 — 22.11.1817 — полковник Деканор Олександр Іванович;
- 22.11.1817 — 05.03.1820 — полковник маркіз Дебоассезон Йосип Павлович (?-1823);
- 05.03.1820 — 03.11.1828 — підполковник (з 8 серпня 1820 — полковник) Лазич Кузьма Федорович (1774 — після 1838);
- 25.11.1828 — 25.02.1832 — полковник Самойлович Іван Васильович;
- 25.02.1832 — 01.01.1835 — підполковник Францкевич Микола Антонович;
- 01.01.1835 — 11.06.1844 — полковник (з 8 вересня 1843 — генерал-майор) фон дер Лауніц Василь Федорович (1802—1864)
- 11.06.1844 — 20.06.1851 — полковник (з 08.04.1851 генерал-майор) Шевич, Михайло Миколайович (1805—1870);
- 20.06.1851 — 08.05.1852[1] — полковник Карабчевський Платон Михайлович (1811—1852);
- 05.07.1852 — 14.07.1861 — полковник барон фон Раден, Федір Карлович (? — після 1874);
- 14.07.1861 — 30.08.1866 — полковник Еттінгер Федір Іванович (1814-?);
- 30.08.1866 — 01.07.1867 — полковник Єгор'єв Костянтин Єгорович;
- 01.07.1867 — 09.02.1872 — полковник Броневський Яків Дмитрович (1826-?);
- 09.02.1872 — 21.03.1874 — полковник фон Віттен Федір Карлович;
- 21.03.1874 — 20.04.1880 — полковник Жданов Володимир Петрович (1824—1891);
- 20.04.1880 — 10.12.1886 — полковник Мерклінг Микола Іванович (1838—1907);
- 10.12.1886 — 31.08.1891 — полковник Бекман Володимир Олександрович (1848—1923);
- 09.10.1891 — 13.12.1891 — полковник Барт Олександр Давидович (?-1891);
- 13.01.1892 — 22.10.1895 — полковник Оводов Олександр Миколайович (1844—1913);
- 06.11.1895 — 03.04.1898[2] — полковник барон фон дер Остен-Дризен Микола Олександрович (?-1898);
- 03.05.1898 — 25.01.1902 — полковник Плешков Михайло Михайлович (1856—1927);
- 24.02.1902 — 03.10.1906 — полковник Медведєв Микола Олександрович;
- 03.10.1906 — 30.08.1912 — полковник Кузьмін-Караваєв Борис Олександрович (1857—1920);
- 17.09.1912 — 20.11.1915 — полковник (з 21 липня 1915 — генерал-майор) Данилов Олександр Сергійович (1862-?);
- 17.12.1915 — 08.10.1917 — полковник Еммануель Олександр Миколайович (1872—1923);
- 08.10.1917 — після 04.11.1917 — полковник Яковлєв Дмитро Іванович.

## Знаки відмінності
- Георгіївський полковий штандарт за військові дії 1849 року в Трансільванії
- 20 срібних труб за війну 1812—1814 років.
- Знаки на шапки за польську війну у 1831 та 1908 роках.

### Нагрудний знак
Затверджено — 4 травня 1910 року. Білий емалевий хрест із золотим обідком, що лежить на золотому вінку. На кінцях його золотом зображені вензелі Імператорів Олександра I та Миколи II та ювілейні дати: «1812-1912». У центрі герб Одеси (нагорі на білому полі чорний двоголовий орел, унизу на червоному — срібний якір).